# Тузар, Люка
Люка́ Симо́н Пьер Туза́р (фр. Lucas Simon Pierre Tousart, французское произношение: [ly'ka tu'zar]; 29 апреля 1997 года, Аррас, Франция) — французский футболист, полузащитник берлинского «Униона».

## Клубная карьера
В 2013 году внимание на Тузара обратил «Валансьен», который сразу же привёл его в свою академию, а после и заключил с ним контракт. Во второй половине сезона 2014/2015 был заявлен на участие в Лиге 2. 24 января 2015 года состоялся его профессиональный дебют в поединке против «Тура», где он отыграл весь матч.
Сезон 2015/2016 он поначалу также начал в составе «Валансьена» во второй лиге, однако в августе 2015 года права на футболиста приобрёл «Лион», подписав с ним пятилетний контракт. 5 декабря 2015 года он дебютировал в Лиге 1 в поединке против «Анже». Он вышел в стартовом составе и был заменён на 61-й минуте Клеманом Гренье.
27 января 2020 года перешёл из «Лиона» в немецкую «Герту» за 20 миллионов евро, подписав с клубом пятилетний контракт. Однако уже на следующий день вернулся в «Олимпик» на правах аренды до конца сезона 2019/20.

## Карьера в сборной
Вызывался в сборную Франции до 19 лет. Принимал участие в чемпионате Европы среди юношей до 19 лет в 2015 году, где французы проиграли испанцам в полуфинале.